# Pantà de Llauset
El l'estany de Llauset o pantà de Llauset és un embassament a 2.200 metres sobre el nivell de la mar, és el més gran de la vall de Llauset, a la conca del riu Ebre, situat a Montanui, a la Ribagorça.
Té un origen glacial i l'han recrescut artificialment, esdevenint un embassament amb una capacitat de 17 Hm³ d'aigua, i aprofitat per a la producció hidroelèctrica. Va acabar-se de construir en 1983, la presa mesura 291 metres de llargària i 82 metres d'altura, i té una superfície de 45.0 ha.
Rep aportacions del riu Llauset, a l'embassament de Baserca, a través del canal reversible de Moralet, i de l'estany de Botornàs, situat aproximadament a 1 km aigües amunt.
Des de l'aparcament de la presa de Llauset, seguint la senda que dona accés al Coll d'Anglos i després el sender GR 11 s'assoleix el Refugi de Cap de Llauset en aproximadament una hora i mitja.

## Imatges de la presa

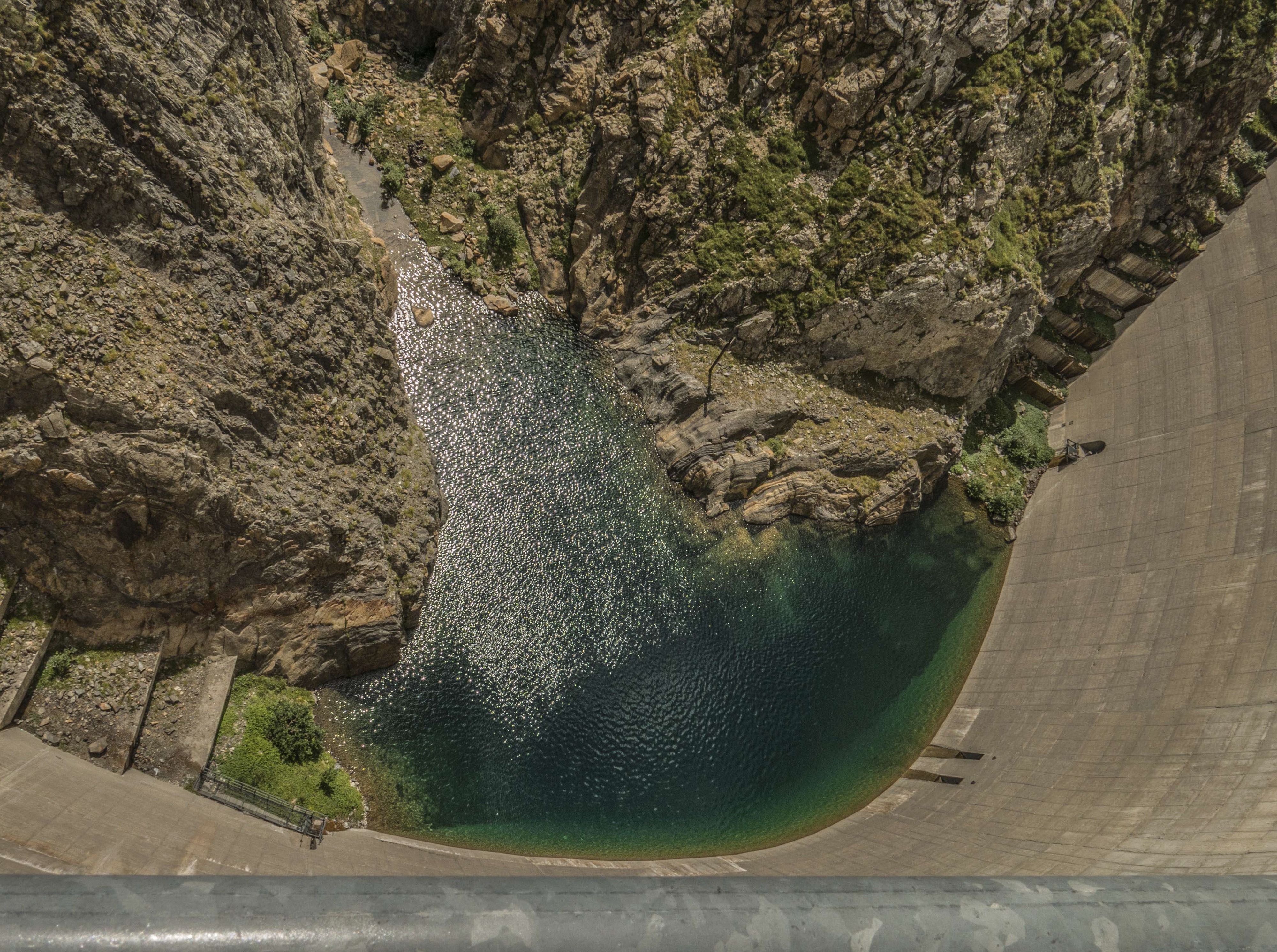
La presa té 82 metres d'altura
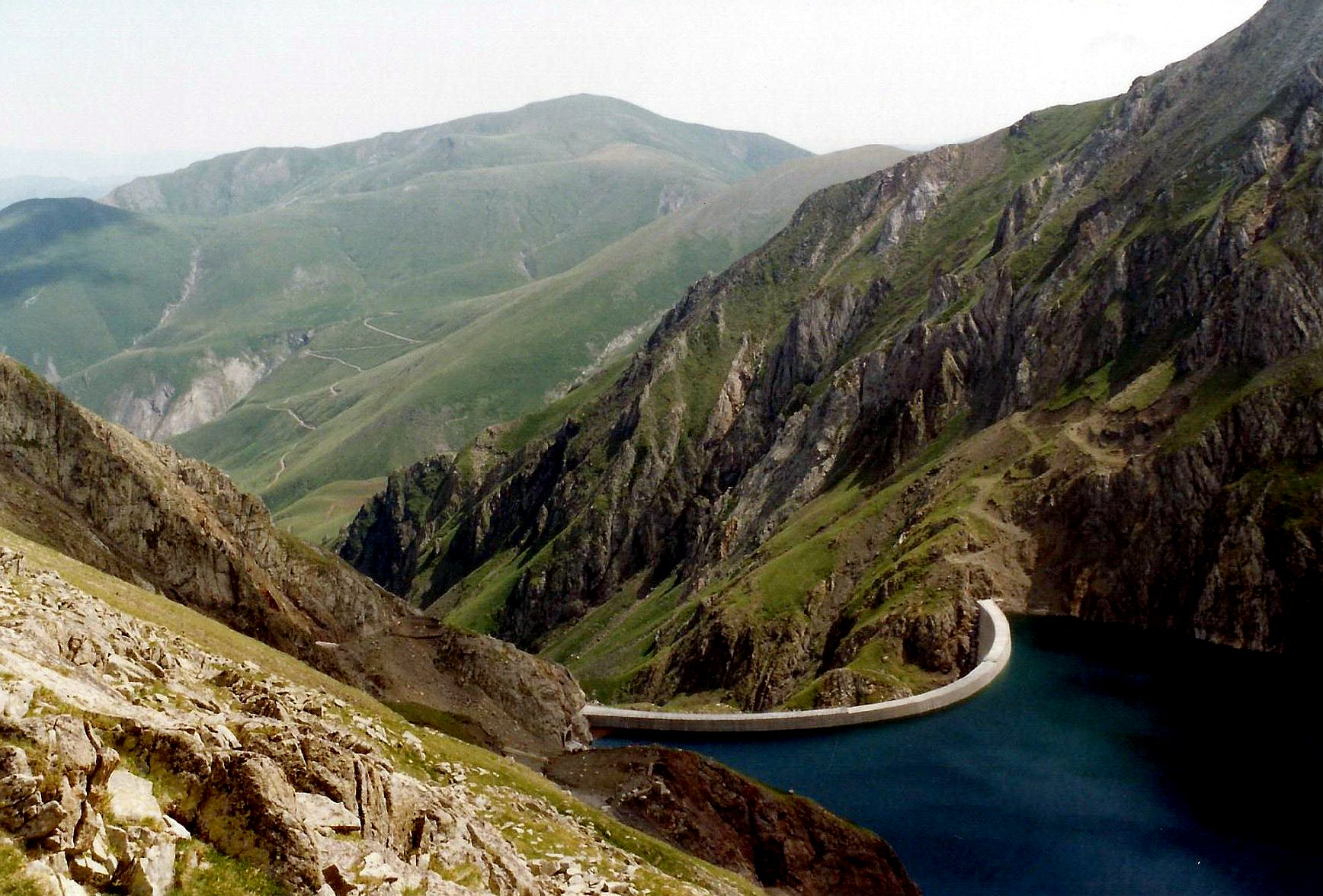